# Hymenodiscus ochotensis
Hymenodiscus ochotensis är en sjöstjärneart som beskrevs av Alexander Michailovitsch Djakonov 1950. Hymenodiscus ochotensis ingår i släktet Hymenodiscus och familjen Brisingidae. Inga underarter finns listade i Catalogue of Life.